# Arroyo del Cordero
Der Arroyo del Cordero ist ein Fluss in Uruguay.
Er entspringt  in der Cuchilla Grande Inferior einige Kilometer nordöstlich von Ismael Cortinas, südwestlich von La Casilla und unmittelbar westlich der dort verlaufenden Ruta 23. Von dort fließt er auf dem Gebiet des Departamentos Flores in nördliche Richtung. Er mündet als linksseitiger Nebenfluss in den Arroyo del Sauce.